# Flemming Povlsen
Flemming Søgaard Povlsen (3 de diciembre de 1966) es un exfutbolista danés, se desempeñaba como delantero. Su época de esplendor llegó jugando para el Borussia Dortmund alemán. Además, formó parte de la selección danesa que se proclamó campeona de la Eurocopa 1992 celebrada en Suecia.

## Clubes
| Club                 | País         | Año       |
| -------------------- | ------------ | --------- |
| AGF Aarhus           | Dinamarca    | 1984-1986 |
| Real Madrid Castilla | España       | 1986-1987 |
| FC Köln              | Alemania     | 1987-1989 |
| PSV Eindhoven        | Países Bajos | 1989-1990 |
| Borussia Dortmund    | Alemania     | 1990-1995 |
| Brabrand IF          | Dinamarca    | 1998-2004 |

## Palmarés
PSV Eindhoven
- Copa de los Países Bajos: 1990

Borussia Dortmund
- Bundesliga: 1994-95

Selección de fútbol de Dinamarca
- Eurocopa 1992

- Datos: Q502937
- Multimedia: Flemming Povlsen / Q502937